# 2-heptanamina
La 2-heptanamina o 2-heptilamina es una amina primaria con fórmula molecular C7H17N. Conocida también como tuaminoheptano, tuamina y heptedrina, es isómera de la 1-heptanamina, de la que se diferencia por la posición del grupo amino en la cadena alifática.

## Propiedades físicas y químicas
A temperatura ambiente, la 2-heptanamina es un líquido incoloro o de color amarillo pálido.
Tiene su punto de ebullición a 143 °C y su punto de fusión a -33 °C, ambos valores significativamente más bajos que en la 1-heptanamina.
Posee una densidad inferior a la del agua (ρ = 0,768 g/cm³).
Es una sustancia poco soluble en agua, en proporción de 9 g/L. El valor teórico del logaritmo de su coeficiente de reparto, logP = 2,34, indica que es considerablemente más soluble en disolventes hidrófobos que en disolventes hidrófilos. Sin embargo, es algo menos apolar que la 1-heptanamina.
Asimismo, se ha estudiado experimentalmente su solubilidad en dimetil sulfóxido, que es de 60 g/L.
En cuanto a su reactividad, este compuesto es incompatible con oxidantes fuertes y con dióxido de carbono.

## Síntesis y usos
La 2-heptanamina se puede obtener por aminación reductiva de la 2-heptanona con formato amónico en presencia de polvo de zinc o de paladio en carbono (Pd/C 10%).
Otras rutas de síntesis incluyen también al metanol como precursor.
La 2-heptanamina sirve de reactivo en la síntesis de antagonistas del receptor de adenosina humano A3, así como en la investigación proteómica (estudio a gran escala de la estructura y funciones de las proteínas).
También se ha utilizado como producto antbacteriano de uso tópico.
Pero probablemente el empleo más importante de esta amina haya sido como descongestivo nasal, ya que actúa como estimulante simpaticomimético y vasoconstrictor.
Sin embargo, puede producir irritación en la piel, lo que limita su uso como descongestionante.
En el pasado estaban disponibles preparaciones orales de este producto, pero actualmente no se comercializan.
Como efectos secundarios asociados al uso de esta sustancia pueden surgir dificultad para respirar, taquicardias e hipertensión.
Asimismo, debido a sus propiedades estimulantes, desde 2007 la 2-heptanamina aparece en la lista de sustancias prohibidas publicada por la Agencia Mundial Antidopaje. Su detección se lleva a cabo por procedimientos de cromatografía de gases-espectrometría de masa.

## Precauciones
Esta amina es un producto inflamable que tiene su punto de inflamabilidad a 33 °C. Es una sustancia corrosiva e irritante si entra en contacto con la piel o los ojos.